# 芭比呈獻花仙子
《芭比呈獻花仙子》（英語：Barbie Presents: Thumbelina）是环球影业和Kidtoon Films聯合發行的錄影帶首映動畫作品，於2009年3月17日以DVD的形式在美國發售。該作為芭比動畫系列的第15部電影，改編自丹麥作家安徒生的童話故事《拇指姑娘》（Thumbelina）。
香港於2009年3月24日由洲立影視有限公司代理發行DVD。
台灣於2009年4月17日由得利影視股份有限公司代理發行DVD。2014年12月24日由利陽時代以《芭比之呈獻花仙子》的片名再版发行。
中国大陆由中国录音录像出版总社出版，中录华纳家庭娱乐有限公司发行DVD和VCD，之后DVD又由新汇集团上海声像出版社有限公司以《芭比呈现花仙子》的片名再版发行。

## 劇情
芭比和一些幼儿园的小朋友一同来到一片大草地上，准备在那里种树。其中一个孩子艾瑪发现了一棵小树苗，并决定把它种上，但却被朋友们嘲笑。这让艾瑪感到伤心，但芭比告诉她一棵小树也能长成一棵大树，这让她又开心起来。然后芭比开始给孩子们讲述花仙子的故事。
花仙子们生性胆小，他们居住在草地的花圃里，他们拥有让植物快速生长的神奇魔力。其中最勇敢的花仙子心宝莲娜非常兴奋，因为快要诞生花仙子宝宝了。她用花瓣为自己和她的两个朋友珍妮莎和嘉思娜制作了一对假翅膀。她们打算用翅膀让自己飞起来，好去观察诞生花仙子宝宝的花蕾。当她们尝试用翅膀飞行时，几辆挖土机来到了她们的草地。三人躲在花圃中，被带到了一个她们从未去过的公寓。
公寓的小主人是一个被宠坏的富家女，她叫麥姬娜。花圃放在了麥姬娜的卧室里。心宝莲娜、珍妮莎和嘉思娜在想办法回到属于她们的草地时，麥姬娜的狗狗在后面追赶她们。三人正好躲起来的时候，麥姬娜进入了卧室。麥姬娜正在通过手机和她的朋友蔚奧娜在相互攀比自己所拥有的奢侈品，还谈到她的父母，他们准备将在草地上建一座工厂。听到麥姬娜的父母要破坏她们的花仙子家园後，沮丧的心宝莲娜责骂麥姬娜，这使麥姬娜感到很惊讶，但很高兴她发现了一个有趣的事情要向蔚奧娜展示，她总是和蔚奧娜相互竞争。三个花仙子试图从麥姬娜和狗狗那里逃脱。最后，三个花仙子成功逃出了公寓，心宝莲娜让鸟儿露娜把珍妮莎和嘉思娜送回家，打算让自己留下，希望凭一己之力能挽回一线生机。心宝莲娜试图去和麥姬娜谈话，并要求麥姬娜答应她不把她的事告诉任何人，麥姬娜必须去说服她的父母停止在草地上建造工厂。除此之外，心宝莲娜会为麥姬娜做一些特别的东西作为回报，比如让枯萎的盆景快速生长，还有用植物的叶子做成美丽的装饰品。
起初，麥姬娜并没有认真地和父母谈论这件事。当她邀请蔚奧娜和艾莲到她家时，她甚至想打破对心宝莲娜的承诺。她想让她们看到宇宙中每个人都无法拥有的东西，那就是花仙子心宝莲娜。心宝莲娜知道后非常生气，离开公寓回到了草地上。在此之前，麥姬娜意识到蔚奧娜和艾莲并不是她真正的朋友，心宝莲娜才是她真正的朋友。麥姬娜得知心宝莲娜离去後，麥姬娜赶帮骑车去到草地上，请求心宝莲娜的原谅。她也想拼命、认真地拯救这片草地。心宝莲娜被麥姬娜的诚心感动，并原谅了她，还将她带到花圃里去看花仙子的家园和诞生花仙子宝宝的花蕾。
她们准备开始做出行动。在那天晚上，麥姬娜、心宝莲娜、珍妮莎、嘉思娜、狗狗和小鸟露娜在麥姬娜家的温室里辛勤地种植植物。第二天，麥姬娜要求她的父母停止建造工厂，这时心宝莲娜主动出现在麥姬娜父母面前。心宝莲娜向他们解释很快诞生花仙子宝宝的花蕾就要开花。最終，麥姬娜的父母艾雲和雲妮莎被说服了，并试图阻止包工頭馬龍破坏花田。
在鸟儿和其他花仙子的帮助下，馬龍手下的工人们都逃跑了，他们以为这片土地闹鬼了。但馬龍很生气，决心完成他的工作，因为他讨厌花。最终，麥姬娜和心宝莲娜及時趕到，她们阻止了馬龍。艾雲和雲妮莎也立即赶到现场，要求終止工厂项目。一群鸟兒赶走了馬龍，隨後麥姬娜和她的家人一起在花圃中看到了花蕾绽放，花仙子寶寶成功誕生了。为了防止别人在这片草地上建造工厂，他们把这片土地变成了綠地環保公园。
在故事的最后，顯示出芭比和孩子们就在麥姬娜的環保公园。芭比说，即使是最渺小的生物也能产生巨大的影响。隨後，故事中的心宝莲娜、珍妮莎和嘉思娜突然出现了，她們坐在树上。芭比在向她们挥手示意。然后她們三人決定給孩子們一個驚喜，她們使用花仙子魔法让艾瑪的小树快速生长。艾瑪在看到自己種下的小樹一瞬間成長起來，這讓她感到驚奇不已，这意味着芭比對他們說的故事是真的。

## 配音員
| 角色                   | 英語原聲                       | 國語配音 | 國語配音 | 國語配音 |
| 角色                   | 英語原聲                       | 中国大陆 | 台湾     | 广东话   |
| ---------------------- | ------------------------------ | -------- | -------- | -------- |
| 芭比（Barbie）         | 凱莉·謝里丹                    | 鍾薇     | 傅其慧   |          |
| 心寶蓮娜（Thumbelina） | 安娜·卡默                      | 赵冰冰   | 錢欣郁   |          |
| 麥姬娜（Makena）       | 凱莉·梅茲格                    | 茉莉     | 楊小黎   |          |
| 珍妮莎（Janessa）      | 凱西·薇瑟樂克                  | 小云     | 丘梅君   |          |
| 嘉思娜（Chrysella）    | 塔碧莎·卓曼                    | 小丽     | 姚敏敏   |          |
| 蔚奧娜（Violet）       | 艾希莉·波爾                    | 黄诗琦   | 許雲雲   |          |
| 艾雲（Evan）           | 皮特·纽                        | 大牛     | 李世揚   |          |
| 雲妮莎（Vanessa）      | 凱斯琳·巴爾                    | 萤火虫   | 孫若瑜   |          |
| 力奇（Rick）           | 麦肯锡·葛雷                    | 赵威     | 李世揚   |          |
| 卡拉（Carla）          | 弗朗斯·佩拉斯（France Perras） | 谢佳     | 孫若瑜   |          |
| 馬龍（Myron）          | 路易斯·基里洛                  | 谭王鸿   | 康殿宏   |          |
| 魯爾（Louie）          | 加里·查克                      | 大饼     | 符爽     |          |
| 鍾鍾（Emma）           | 娜塔莎·卡利斯                  | 小丽     | 丘梅君   |          |
| 勞斯（Lucas）          | 肖恩·托马斯（Sean Thomas）     | 李俊英   | 許雲雲   |          |
| 寶寶（Poofles）        | 布瑞恩·德拉蒙德                | 原聲     | 原聲     | 原聲     |

## 配音譯製人員
中国大陆国语版工作人員
- 翻译：林小宝
- 导配：蔡济生
- 收音师：赖佳生
- 混音：袁定业
- 统筹：赵律忻
- 录制：SDI MEDIA HONG KONG LTD

廣東話版工作人員
- 翻譯：林小寶
- 導配：謝月美
- 收音師：賴佳生
- 混音：袁定業
- 統籌：趙律忻
- 錄製：SDI MEDIA HONG KONG LTD

台灣國語版工作人員
- 翻譯：蕭澤翎
- 聲音導演：孫世憶
- 錄音師：林啟榮
- 技術總監：陳國偉
- 錄製：偉憶數位科技股份有限公司

## 備註
1. 1 2  依照芭比系列電影上映次序。
2. ↑  中國大陸普通話版和台灣國語版同樣被譯為鍾鍾，唯獨廣東話版直譯為愛瑪。但在DVD的配音演員名單上，普通話版和廣東話版都寫成了愛瑪。

## 資料來源
1. ↑  . 2022-11-11  [2022-11-11]. （原始内容存档于2022-11-11）.
2. ↑  . 2022-11-11  [2022-11-11]. （原始内容存档于2022-11-11）.
3. ↑  . 2022-11-11  [2022-11-11]. （原始内容存档于2022-11-11）.
4. ↑  . 2022-11-11  [2022-11-11]. （原始内容存档于2022-11-11）.

## 外部連結
- 《芭比呈獻花仙子》 （页面存档备份，存于） - 環球影業家庭娛樂（英文）
- 互联网电影数据库（IMDb）上《芭比呈獻花仙子》的资料（英文）
- 豆瓣电影上《芭比呈獻花仙子》的資料 （简体中文）
- AllMovie上《芭比呈獻花仙子》的资料（英文）
- 爛番茄上《芭比呈獻花仙子》的資料（英文）